# Pachnobia baltica
Pachnobia baltica là một loài bướm đêm trong họ Noctuidae.